# Kurt Gaede
Kurt Wilhelm Gaede (* 27. Juli 1886 in Nienburg (Weser); † 12. Juli 1975 in Hannover) war ein deutscher Ingenieur.

## Leben
Gaede wurde 1908 Diplom-Ingenieur. Von 1908 bis 1912 war er Regierungsbauführer, ab 1912 dann Regierungsbaumeister und -baurat bei den Preußisch-Hessischen Staatseisenbahnen in Berlin, Herford, Hannover und im Reichsverkehrsministerium in Berlin. Im Nebenamt war Gaede wissenschaftlicher Assistent an der TH Berlin und an der TH Hannover, außerdem hatte er leitende Stellungen in der Eisenbahnsignal- und der Bauindustrie. 1932 wurde er ordentlicher Professor an der TH Hannover sowie Leiter des Instituts für Bauingenieurwesen und war zuständig für das Fachgebiet „Technischer Luftschutz“. Seine Forschungsschwerpunkte waren Statik der Baukonstruktionen, Massivbau und Baustoffforschung. Gaede war Mitglied des Nationalsozialistischen Deutschen Dozentenbunds (NSDDB) und der Gesellschaft für Bauwesen. Im November 1933 unterzeichnete er das Bekenntnis der deutschen Professoren zu Adolf Hitler. Von 1949 bis 1954 war Gaede Direktor des Niedersächsischen Materialprüfamts in Hannover. 1954 wurde er emeritiert. Sein Bruder war der Physiker Wolfgang Gaede.